# ヴィータウタス・マグヌス大学農業アカデミー

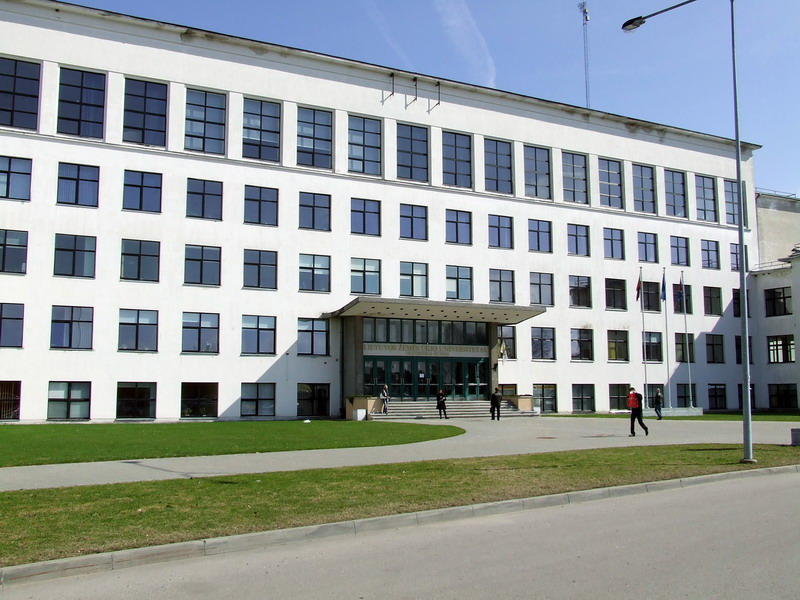
アレクサンドラス・ストゥルギンスキス大学

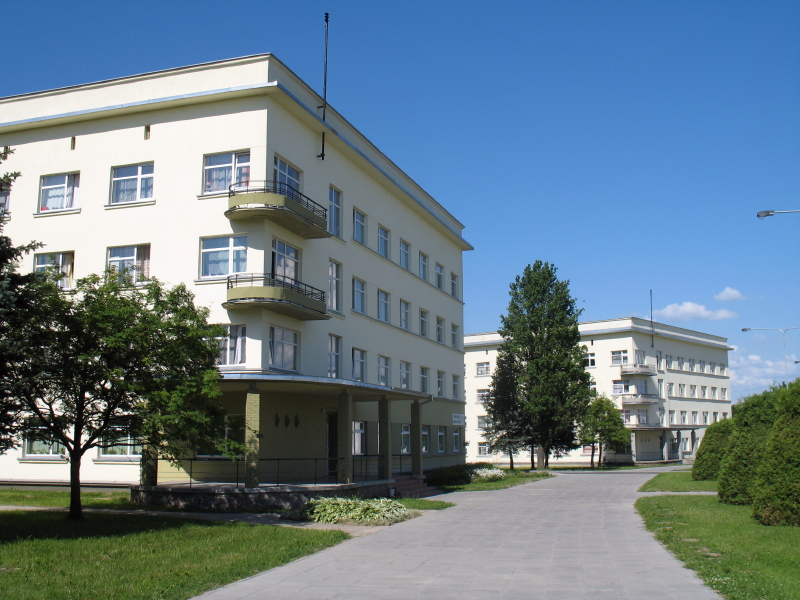
大学寮

ヴィータウタス・マグヌス大学農業アカデミー（Vytauto Didžiojo universiteto Žemės ūkio akademija、略称: VDU ŽŪA）は、リトアニア・カウナスにある国立大学。

## 歴史
リトアニア大学に農業森林学科が再設された後、1924年9月3日、ドトヌヴァ (Dotnuva) に農業アカデミー (Žemės ūkio akademija) が設立された。初代学長にはポヴィラス・マトゥリオニス (Povilas Matulionis) 教授が選出された。当時のリトアニア経済は困難に直面しており、政府が高等教育機関の新設を支援することは難しかったが、そんな中でもアカデミーは発展を遂げていった。1924年から1937年までのあいだ、125名が論文を提出し、学位を取得している。しかし、第2次世界大戦が始まると多くの教員がシベリアへと送還、抑留され、そのほかの教員も強制送還から逃れるために西側諸国へと亡命した。
1945年、アカデミーはリトアニア農業アカデミー (Lietuvos žemės ūkio akademija) へと名称変更し、カウナスへと移転。1946年初頭には農業機械化学部と水域土壌開発学部が設立された。学生数の増加に伴いカウナス郊外にリトアニア農業アカデミーの新キャンパスが作られることとなった。1964年、アカデミーはカウナス近郊プリエナイ市のノレイキシュケス (Noreikiškės) に移転された。
1990年にリトアニアが独立を回復すると、新たな学位制度（学士、専門職学位、修士）や新たなモジュール制度、単位制度など、新教育制度が導入された。基礎理論が学習の基礎に置かれるようになった。このようにしてアカデミーは大学として機能していった。1996年10月8日、セイマスによりリトアニア農業アカデミーはリトアニア農業大学 (Lietuvos žemės ūkio universitetas) へと名称変更した。
2011年8月16日、リトアニア農業大学はアレクサンドラス・ストゥルギンスキス大学（Aleksandro Stulginskio universitetas）へと名称変更した。また、2019年1月、ヴィータウタス・マグヌス大学に吸収合併され、ヴィータウタス・マグヌス大学農業アカデミーとなった。

## 組織
現在、学生数は7,310名、教員数は465名である。また以下の学部、研究所がある。
- 学部
  - 農業学部
  - 経済経営学部
  - 農業工学部
  - 森林管理生態学部
  - 水域土壌管理学部
- 研究所
  - 農業文化研究所
  - 環境学研究所
  - 情報工学研究所
- その他施設
  - 農業科学技術公園
  - 実習農場
  - 図書館 - 60万冊を所蔵

キャンパスの広さは862ha。

## 歴代学長
| 代 | 任期            | 氏名                           | リトアニア語表記     | 生年 - 没年     |
| -- | --------------- | ------------------------------ | -------------------- | --------------- |
| 1  | 1924年 - 1928年 | ポヴィラス・マトゥリオニス     | Povilas Matulionis   | 1860年 - 1932年 |
| 2  | 1928年 - 1934年 | ユオザス・トンクーナス         | Juozas Tonkūnas      | 1894年 - 1968年 |
| 3  | 1934年 - 1940年 | ヴィンツァス・ヴィルカイティス | Vincas Vilkaitis     | 1892年 - 1943年 |
| 4  | 1941年 - 1941年 | ヨナス・クリシュチューナス     | Jonas Kriščiūnas     | 1898年 - 1973年 |
| 5  | 1941年 - 1944年 | バリース・ヴィトクス           | Balys Vitkus         | 1898年 - 1988年 |
| 6  | 1944年 - 1945年 | ヨナス・クリシュチューナス     | Jonas Kriščiūnas     | 1898年 - 1973年 |
| 7  | 1945年 - 1953年 | マタス・ミツキス               | Matas Mickis         | 1896年 - 1960年 |
| 8  | 1953年 - 1957年 | ユオザス・タトリス             | Juozas Tatoris       | 1905年 - 1977年 |
| 9  | 1957年 - 1962年 | ヨナス・ブラヴァス             | Jonas Bulavas        | 1903年 - 1984年 |
| 10 | 1962年 - 1975年 | ジグマス・ウルボナス           | Zigmas Urbonas       | 1928年 -        |
| 11 | 1975年 - 1989年 | ヨナス・ドロマンタス           | Jonas Dromantas      | 1927年 -        |
| 12 | 1989年 - 1994年 | リマンタス・ウルボナス         | Rimantas Urbonas     | 1935年 - 1998年 |
| 13 | 1994年 - 2004年 | アルビナス・クスタ             | Albinas Kusta        | 1940年 -        |
| 14 | 2004年 - 2011年 | ロムアルダス・デルトゥヴァス   | Romualdas Deltuvas   | 1943年 -        |
| 15 | 2011年 -        | アンタナス・マジリャウスカス   | Antanas Maziliauskas | 1954年 -        |

## プログラム
大学には学士課程（学部）、大学院は修士・博士課程がある。学士課程は4年制で、定時制は5年制。学士課程を卒業した学生には専門職学位課程と修士課程が用意されており、専門職学位課程は1年制、修士課程は2年制である。博士課程は4年制で、以下の5分野を備えている。社会科学（農業経済、経営）、自然科学（生態学、環境科学）、農学（作物学・栽培学、林業学）、農業工学（環境工学、機械工学、車両工学）。ただし、進学年の３～４月中までに博士課程進学者の希望があれば、ヴィータウタス・マグヌス大学(VMU)との合同プログラムによるテーマを得ることが出来る。2019年1月にはVMU農業アカデミーとなったので、現在、博士課程は、VMUの学生として教育をうける。
学年度は9月1日に始まり、秋学期（9月1日から）と春学期（2月第1週から）の2学期制である。それぞれの学期は20週間。

## ソクラテス・プログラム
アレクサンドラス・ストゥルギンスキス大学はソクラテス・プログラムに参加しており、EU諸国の提携校からの留学生を受け入れている。

## 協定校
北海道大学・大学院農学研究院・農学院、農学部　（2015年9月～）。日本学生支援機構（JASSO）の受け入れ校。